# Haumaniastrum venosum
Haumaniastrum venosum là một loài thực vật có hoa trong họ Hoa môi. Loài này được (Baker) Agnew mô tả khoa học đầu tiên năm 1974.